# Ə̰̄
Cette page contient des caractères spéciaux ou non latins. S’ils s’affichent mal (▯, ?, etc.), consultez la page d’aide Unicode.
Ə̰̄ (minuscule : ə̰̄), appelé schwa macron tilde souscrit, est un graphème utilisé dans l’écriture du mango. Il s’agit de la lettre schwa diacritée d’un macron et d’une tilde souscrit.

## Utilisation
Le ə̰̄ est utilisé dans l’orthographe du mango, représentant une voyelle moyenne centrale nasalisée avec un ton moyen, par exemple dans gùmə̰̄, « guêpe maçonne ».

## Représentations informatiques
Le schwa macron tilde souscrit peut être représenté avec les caractères Unicode suivants :
- décomposé et normalisé NFD (latin étendu B, alphabet phonétique international, diacritiques) :

| formes    | représentations | chaînes de caractères | points de code       | descriptions                                                                |
| --------- | --------------- | --------------------- | -------------------- | --------------------------------------------------------------------------- |
| capitale  | Ə̰̄               | Ə◌̰◌̄                   | U+018F U+0330 U+0304 | lettre majuscule latine schwa diacritique tilde souscrit diacritique macron |
| minuscule | ə̰̄               | ə◌̰◌̄                   | U+0259 U+0330 U+0304 | lettre minuscule latine schwa diacritique tilde souscrit diacritique macron |

## Sources
- Dodom Ndildongar Fidele, Loubeta Miclo, Gaston Altoloum et John M. Keegan, Lexique mango, Cuenca, Morkeg Books, coll. « The Sara Language Project », 2014, 3e éd. (présentation en ligne, lire en ligne)